# W l'Italia (programma radiofonico)
W l'Italia è un programma radiofonico in onda dal 2005 dal lunedì al giovedì dalle 11 alle 13 su RTL 102.5, condotto da Ambra Angiolini e Angelo Baiguini. 
Lo storico conduttore è Angelo Baiguini, da settembre 2005 affiancato da Valeria Benatti; oltre alla collaudata coppia di conduttori, nella stagione 2009/2010 fino alla stagione 2015/2016, è stato presente in studio Amadeus.
Durante la prima edizione era in onda una versione del weekend, dal venerdì alla domenica, era una volta condotta da Alex Peroni. Dal 2005, invece, nel weekend è in onda No problem - W l'Italia, solo il sabato e la domenica fino al 2011, poi anche il venerdi. Dall'ottobre 2015, alla conduzione arriva anche Mauro Coruzzi. Da settembre 2016 torna nuovamente alla conduzione la storica coppia Baiguini - Benatti, sino a fine 2020, quando la conduttrice abbandona i palinsesti di RTL 102.5, sostituita da Federica Gentile e Daniela Collu.
È anche in radiovisione sul canale 736 di Sky e sul canale 36 del digitale terrestre, e della piattaforma Tivùsat.

## Edizioni
| Edizioni      | Messa in onda | Conduttori      | Conduttori       | Conduttori       |
| ------------- | ------------- | --------------- | ---------------- | ---------------- |
| 2005          | Lun-Gio       | Angelo Baiguini | Valeria Benatti  | Valeria Benatti  |
| 2005          | Ven-Dom       | Alex Peroni     | Alex Peroni      | Alex Peroni      |
| 2005-2006     | Lun-Ven       | Angelo Baiguini | Valeria Benatti  | Valeria Benatti  |
| 2006-2007     | Lun-Ven       | Angelo Baiguini | Valeria Benatti  | Valeria Benatti  |
| 2007-2008     | Lun-Ven       | Angelo Baiguini | Valeria Benatti  | Valeria Benatti  |
| 2008-2009     | Lun-Ven       | Angelo Baiguini | Valeria Benatti  | Valeria Benatti  |
| 2009-2010     | Lun-Ven       | Angelo Baiguini | Amadeus          | Amadeus          |
| 2010-2011     | Lun-Ven       | Angelo Baiguini | Amadeus          | Amadeus          |
| 2011-2012     | Lun-Gio       | Angelo Baiguini | Amadeus          | Amadeus          |
| 2012-2013     | Lun-Gio       | Angelo Baiguini | Amadeus          | Amadeus          |
| 2013-2014     | Lun-Gio       | Angelo Baiguini | Amadeus          | Amadeus          |
| 2014-2015     | Lun-Gio       | Angelo Baiguini | Amadeus          | Amadeus          |
| 2015-2016     | Lun-Gio       | Angelo Baiguini | Mauro Coruzzi    | Mauro Coruzzi    |
| 2016-2017     | Lun-Gio       | Angelo Baiguini | Valeria Benatti  | Valeria Benatti  |
| 2017-2018     | Lun-Gio       | Angelo Baiguini | Valeria Benatti  | Valeria Benatti  |
| 2018-2019     | Lun-Gio       | Angelo Baiguini | Valeria Benatti  | Valeria Benatti  |
| 2019-2020     | Lun-Gio       | Angelo Baiguini | Valeria Benatti  | Valeria Benatti  |
| 2020-2021     | Lun-Gio       | Angelo Baiguini | Daniela Collu    | Daniela Collu    |
| 2021-2022     | Lun-Gio       | Angelo Baiguini | Federica Gentile | Manila Nazzaro   |
| 2022-2023     | Lun-Gio       | Angelo Baiguini | Federica Gentile | Manila Nazzaro   |
| 2023-2024     | Lun-Gio       | Angelo Baiguini | Federica Gentile | Mariolina Simone |
| 2024-in corso | Lun-Gio       | Angelo Baiguini | Ambra Angiolini  | Ambra Angiolini  |

## Controversie
Il 7 settembre 2018 RTL 102.5 ha intentato una causa contro Mediaset per l'utilizzo improprio del marchio W l'Italia, essendo un marchio registrato utilizzato dalla radio per l'omonima trasmissione. Il 5 dicembre 2018 la sezione civile del tribunale di Roma ha deliberato la sentenza in cui ha chiarito che il marchio dell'emittente radiofonica era valido ma debole e come tale poteva coesistere con quello di RTI. Perciò Mediaset non ha dovuto cambiare titolo alla trasmissione in quanto, secondo il giudice, «il nuovo marchio denominativo utilizzato dalla società resistente non costituisce contraffazione del marchio di cui è titolare la parte ricorrente e che l'uso di R.T.I. del segno raffigurativo, come modificato, non comporta una confusione tra i segni in discussione».